# Astragalus kentrophyta
Astragalus kentrophyta är en ärtväxtart som beskrevs av Asa Gray. Astragalus kentrophyta ingår i släktet vedlar, och familjen ärtväxter.

## Underarter
Arten delas in i följande underarter:
- A. k. coloradoensis
- A. k. danaus
- A. k. douglasii
- A. k. elatus
- A. k. implexus
- A. k. jessiae
- A. k. kentrophyta
- A. k. neomexicanus
- A. k. ungulatus

## Bildgalleri

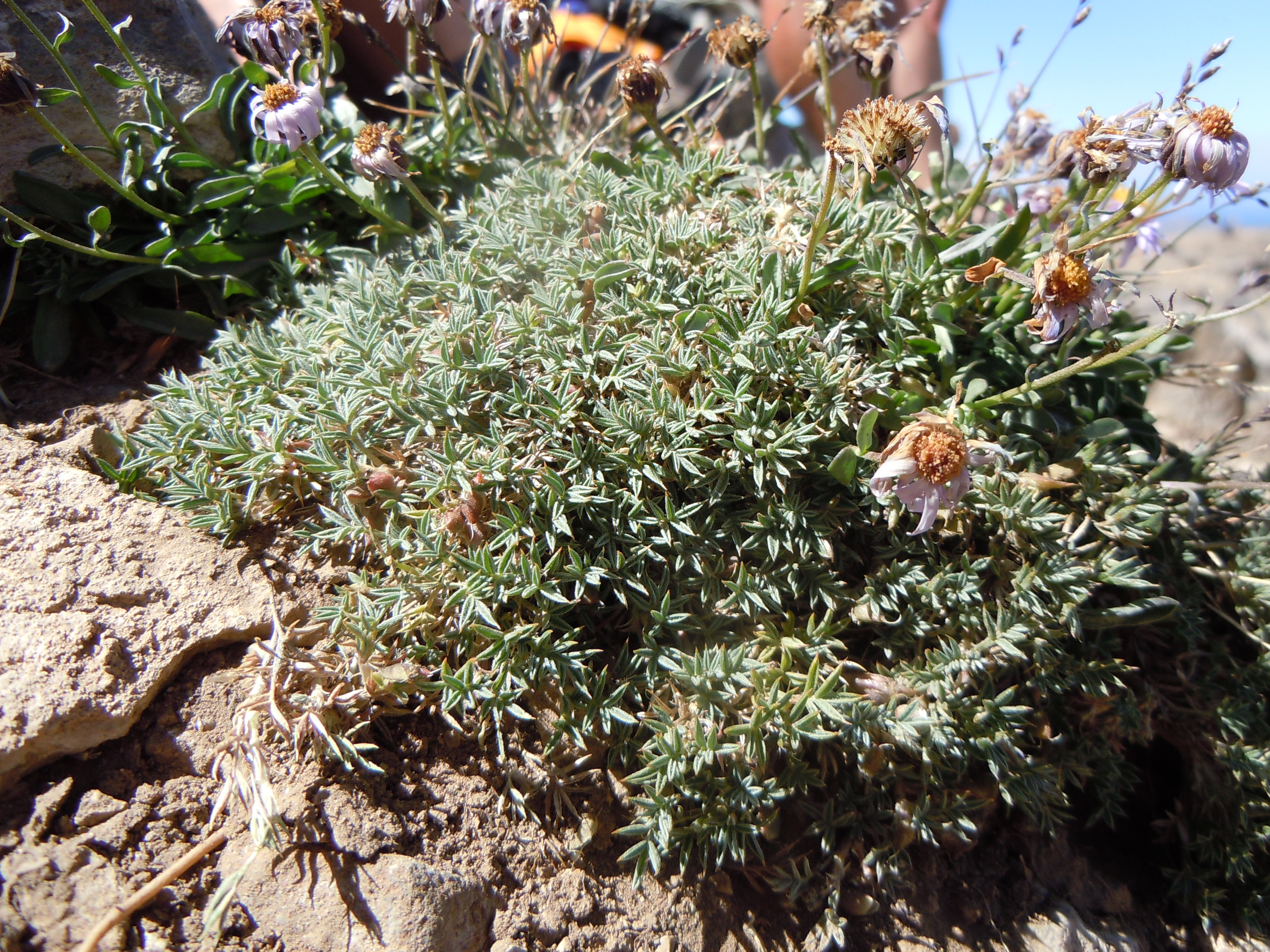
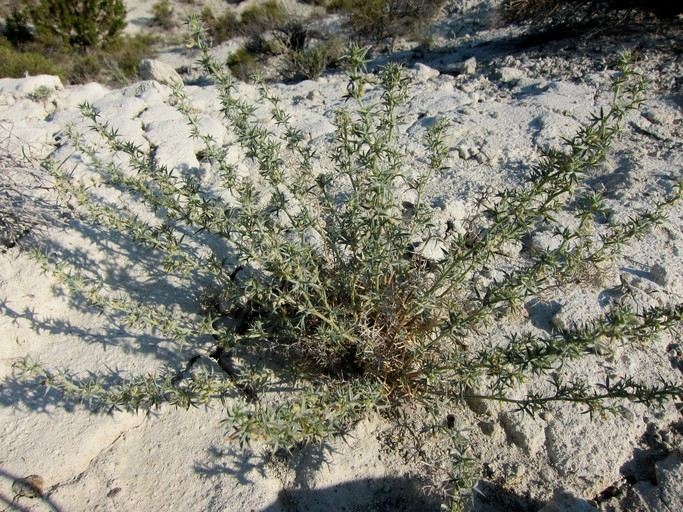
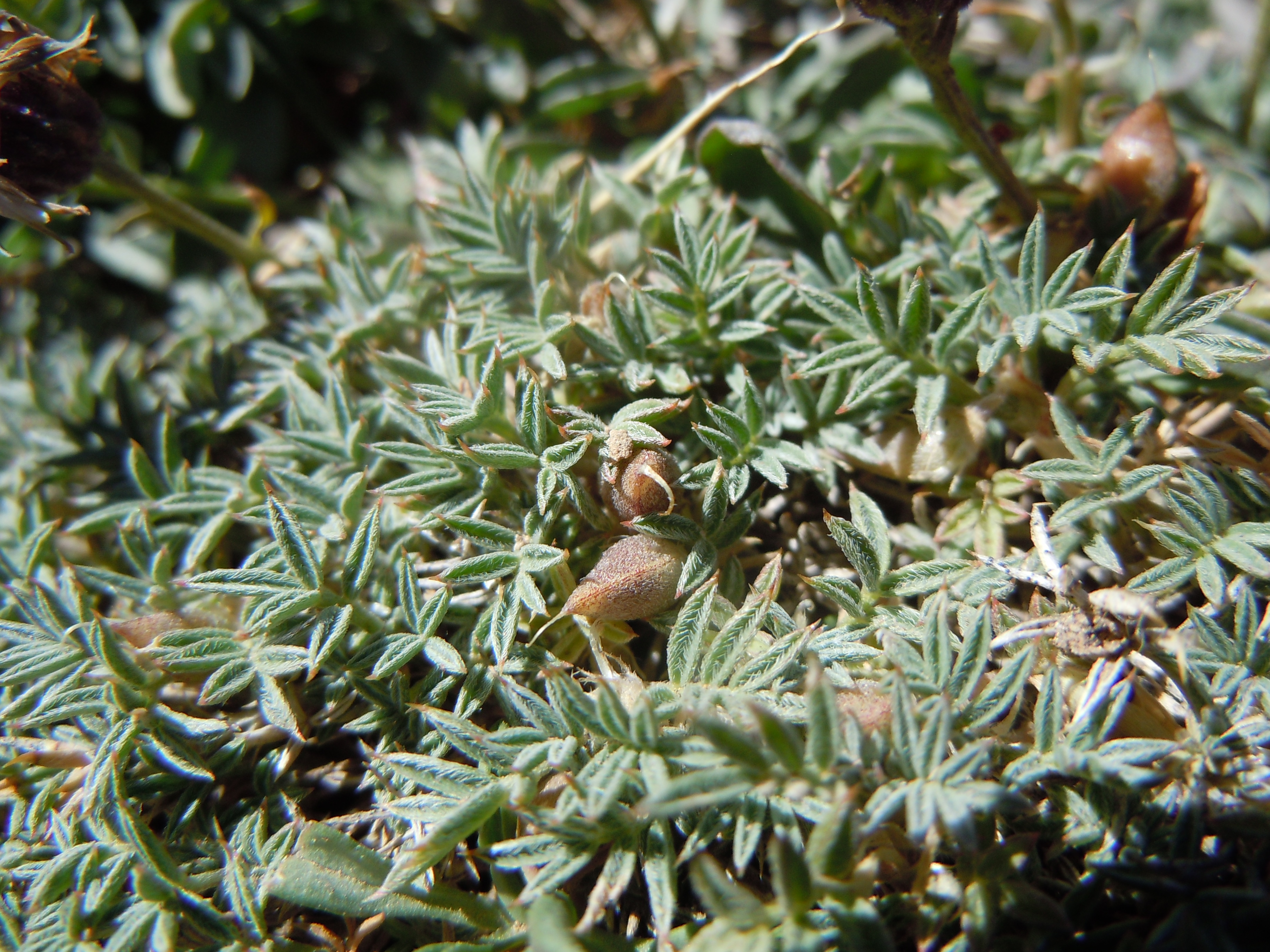
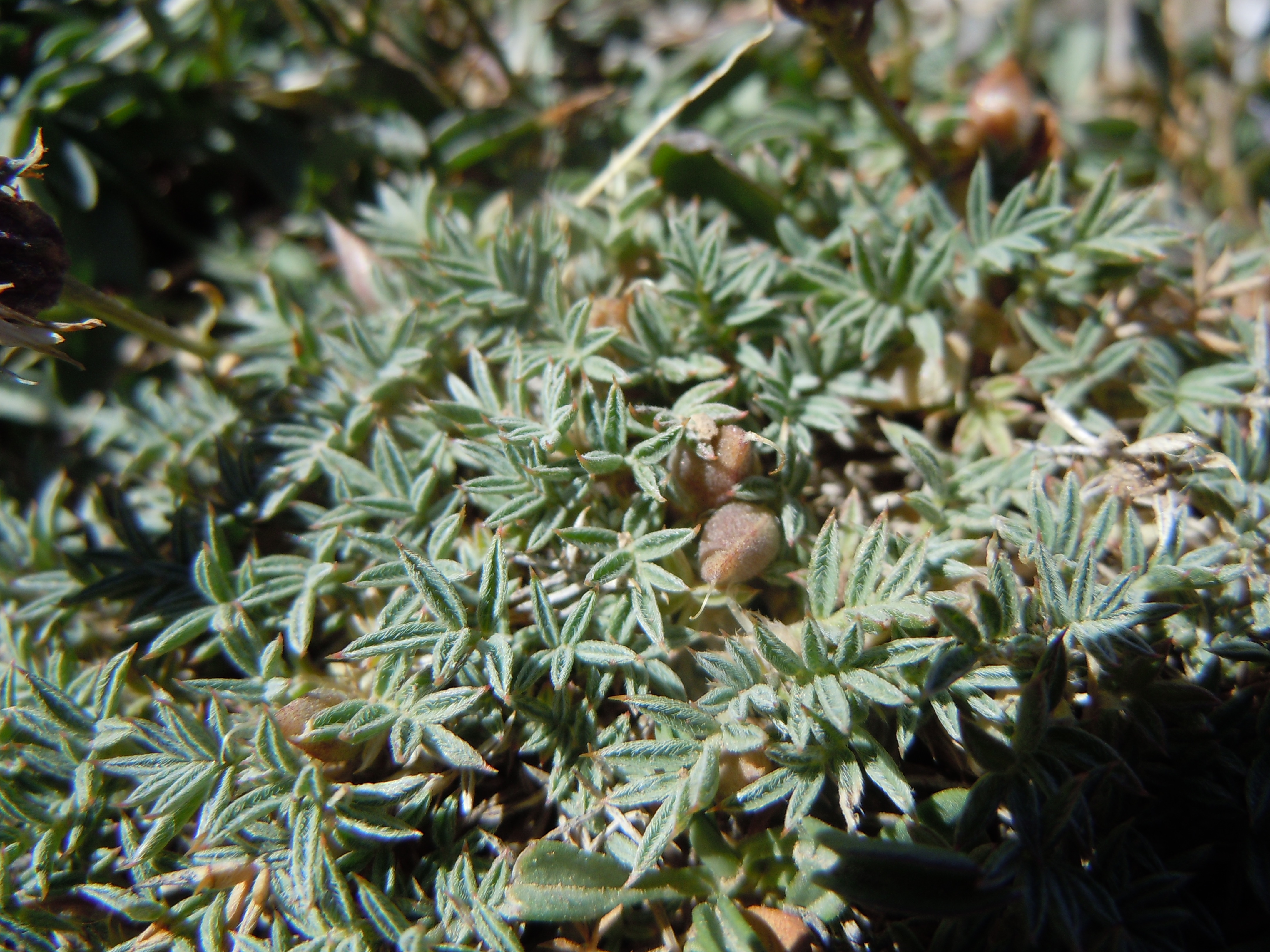
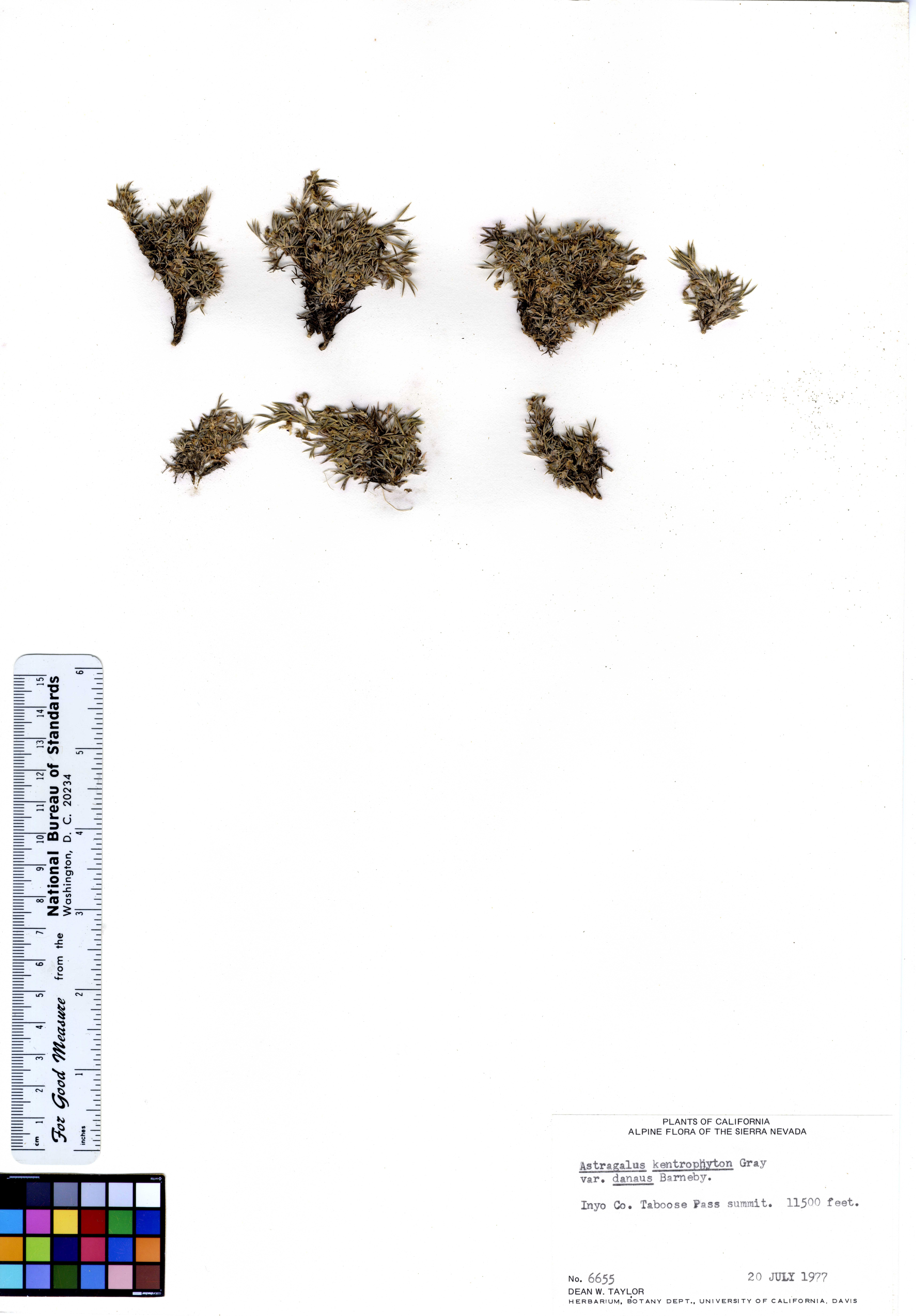